# Fractured Life
Fractured Life es el primer y único álbum de estudio y álbum debut de la banda británica de rock: Air Traffic; Fue lanzado el 2 de julio de 2007 por Tiny Consumer y EMI Records.
El álbum logró un rotundo éxito gracias al sencillo "Charlotte".

## Lista de canciones
| Fractured Life |                               |          |  |
| N.º            | Título                        | Duración |  |
| 1.             | «Just Abuse Me»               | 02:33    |  |
| 2.             | «Charlotte»                   | 02:24    |  |
| 3.             | «Shooting Star»               | 04:08    |  |
| 4.             | «No More Running Away»        | 04:23    |  |
| 5.             | «Empty Space»                 | 03:37    |  |
| 6.             | «Time Goes By»                | 04:06    |  |
| 7.             | «I Like That»                 | 02:26    |  |
| 8.             | «Never Even Told Me Her Name» | 02:45    |  |
| 9.             | «Get in Line»                 | 02:07    |  |
| 10.            | «I Can't Understand»          | 04:25    |  |
| 11.            | «Your Fractured Life»         | 04:02    |  |
| 35:36          |                               |          |  |

El álbum incluye el siguiente sencillo oculto:
- "Pee Wee Martini" - 03:44

Los siguientes sencillos se encuentran en las ediciones especiales:
- "Come On" - 04:20 (ediciones estadounidense y alemana)
- "An End to All Our Problems" - 05:04 (edición japonesa)
- "Left Out In The Rain" - 02:55 (edición japonesa)

## Sencillos
| Año  | Información                                          |
| ---- | ---------------------------------------------------- |
| 2006 | Just Abuse Me / Charlotte - Lanzamiento: 17 de julio |
| 2007 | Charlotte - Lanzamiento: 26 de marzo                 |
| 2007 | Shooting Star - Lanzamiento: 18 de junio             |
| 2007 | No More Running Away - Lanzamiento: 23 de septiembre |

- Datos: Q2612485